# Profumo di donna
Profumo di donna is een Italiaanse filmkomedie uit 1974 onder regie van Dino Risi. De film is gebaseerd op de roman Il buio e il miele (1969) van de Italiaanse auteur Giovanni Arpino. In 1992 werd de roman opnieuw verfilmd door Martin Brest als Scent of a Woman.

## Verhaal
De jonge cadet Ciccio moet de legerkapitein Fausto begeleiden van Turijn naar Napels. Fausto heeft zijn zicht verloren bij een ongeval. Sindsdien gaat hij door het leven als een verbitterd man, die geen enkel medelijden verdraagt. In Napels ontmoeten ze Sara, een vrouw die eertijds verliefd was op Fausto.

## Rolverdeling
| Acteur           | Personage |
| ---------------- | --------- |
| Vittorio Gassman | Fausto    |
| Alessandro Momo  | Ciccio    |
| Agostina Belli   | Sara      |
| Moira Orfei      | Mirka     |
| Torindo Bernardi | Vincenzo  |